# Герман Лопатин
Герман Александрович Лопатин (1845—1918) је био руски револуционар. У почетку је био народњак-анархиста, учесник у атентату на руског цара Александра II Романова. Учествовао у раду Прве интернационале. Био је дуго на робији.